# Tal Ordell
Tal Ordell, pseudonimo di Talone Ordell (1880 – 1948), è stato un attore, scrittore e regista australiano.
Non si hanno informazioni certe circa il suo luogo di nascita. Ordell probabilmente nacque a Calcutta, in India, settimo figlio di genitori dell'epoca Vittoriana, William Odell Raymond Buntine, mandriano, e sua moglie Susanna, nata Mawley.  Ha lavorato a lungo negli anni '10 e '20 nei teatri e sul grande schermo come attore , interpretando Dad Rudd due volte per Raymond Longford e Dad Hayseed - un ruolo simile - tre volte per Beaumont Smith . È stato il primo ad interpretare "Ginger Mick" nella versione teatrale di The Sentimental Bloke e ha girato l'Australia con Marie Tempest . 
Nel 1921 esordisce come regista del cortometraggio comico "Cows and Cuddles". The Kid Stakes (1927), basato sul personaggio dei cartoni animati Fatty Finn, lo vede coinvolto non solo come attore e regista ma anche come autore e produttore. Negli anni '30 lavorò maggiormente in radio come scrittore e attore. 

## Filmografia
- The Hayseeds' Back-blocks Show (1917)
- The Hayseeds Come to Sydney (1917)
- The Hayseeds' Melbourne Cup (1918)
- On Our Selection (1920)
- The Man from Snowy River (1920)
- Silks and Saddles (1920) – actor
- Cows and Cuddles (1921) (short) – regista
- The Gentleman Bushranger (1921) – attore
- Rudd's New Selection (1921) – attore
- While the Billy Boils (1921) – attore
- The Kid Stakes (1927) – attore, autore, produttore, regista
- The Sentimental Bloke (1932) – attore
- The Hayseeds (1933) – attore
- Harvest Gold (1945) – attore

## Rappresentazioni teatrali
- On Our Selection – attore
- The Sentimental Bloke – attore
- Kangaroo Flat (1926) – autore